# Мартовка (Херсонская область)
Мартовка (укр. Мартівка) — село в Ивановской поселковой общине Генического района Херсонской области Украины.
Население по переписи 2001 года составляло 13 человек. Почтовый индекс — 75431. Телефонный код — 5531. Код КОАТУУ — 6522984002.

## Местный совет
75431, Херсонская обл., Ивановский р-н, с. Новосемёновка, ул. Ленина, 1